# Ajris Merdok
Ajris Merdok (engl. Iris Murdoch; 15. jul 1919 — 8. februar 1999) je bila irska književnica i filozofkinja rođena u Dablinu.  Najpoznatija je po svojim romanima o dobru i zlu, seksualnim vezama, moralu i snazi nesvesnog. 

## Karijera
Prvi objavljeni roman Merdokove bio je Pod mrežom i on je odabran 1998. godine kao jedan od 100 najboljih romana 20. veka na engleskom jeziku.
Svojim prvim delima, među kojima je i jedno o francuskom filozofu i romansijeru Sartru, stekla je glas istaknutog engleskog egzistencijalističkog pisca. Pripadala je grupi mladih pisaca, poznatih pod nazivom „gnevni mladi ljudi”, koji su svojom pojavom privukli pažnju čitalaca i kritike pedesetih godina 20. veka i čija se dela odlikuju buntovnim stavom prema svemu što sputava slobodu ličnosti.
Merdokova je u svoju prozu unela filozofsku rigoroznost, etičku odanost i snažan intelekt. Skoro svi romani joj sadrže mitske i simbolične elemente i složene odnose među protagonistima. Napisala je knjigu o Sartru, kao i 26 romana, među kojima je i roman Pod mrežom, Bekstvo od čarobnjaka, Peščani zamak, Zvoni, Crni princ i More, more. Za svoj rad dobila je veliki broj književnih nagrada u Ujedinjenom Kraljevstvu.
U ovim romanima je ispoljila izvanredan dar da na zamršene životne nevolje svojih savremenika gleda kao na tragične komedije.. U romanu Pod mrežom istakla je komičnu stranu, a u Bekstvu od čarobnjaka nagovestila je tragičnu. U Peščanom zamku demonstrirala je fini smisao dočaravanja i komičnog i tragičnog, pokazujući kako je za spoljnog posmatrača često nemoguće da utvrdi gde jedno završava, a drugo počinje.
Godine 2001. snimljena je biografska drama „Ajris” i životu njemom živitu. U glavnim ulogama istakle su se Kejt Vinslet i Džudi Denč.
Preminula je u Oksfordširu, 1999. godine.